# مجید خراطها
مجید خراطها (زاده ۷ مهر ۱۳۶۴) خوانندهٔ،ترانه سرا، آهنگساز و تنظیم کننده اهل ایران است.

## زندگی و حرفه
مجید خراطها، متولد ۷ مهر ۱۳۶۴ در تهران با اصالتی بجنوردی (بنا به گفتهٔ وی در مصاحبه‌هایش) است. او سه برادر به نام‌های مسعود، سعید، وحید و یک خواهر دارد. خراطها فارغ‌التحصیل دکترای موسیقی از ایران است. او همچنین در داستان‌نویسی و نقاشی هم فعالیت دارد.
نخستین آلبوم حرفه‌ای او در سال ۱۳۸۴ به نام «تنهاترین تنها» منتشر شد و بعد از آن، آلبوم «زخم زبون» در زمستان ۱۳۸۵ منتشر شد. بعد از ساخت تک‌آهنگ‌ها و موزیک و تنظیم آلبوم برای سایر هنرمندان، آلبوم سوم خود را با نام «وداع» به بازار عرضه داشت و آلبوم «آواره» را در زمستان ۱۳۸۷ عرضه کرد. همچنین خراطها توانست در سال ۱۳۹۱، مجوز خود را از وزارت فرهنگ و ارشاد اسلامی بگیرد و نخستین آلبوم رسمی و مجاز خود را با نام «دیگه میرم» در همان سال منتشر کند. خراطها پس از سه سال در سال ۱۳۹۴ «آلبوم دارم میرم» و یک موزیک ویدیو با همین نام را با مضمون «مبارزه با بیماری سرطان» منتشر کرد.

## بیماری خراطها
پزشکان، در آذر ۱۳۹۷ به دلیل بیماری، وضعیت چشمان او را بد و وخیم گزارش داده‌اند. وضعیت خراطها به علت تشخیص اشتباه بیماری و تجویز اشتباه دارو توسط پزشک معالج، رو به وخامت است. پزشکانی که مدارک پزشکی او را بررسی کرده‌اند، احتمال ابتلا به نوعی بیماری نادر چشمی را داده‌اند که در آن اعصاب بینایی دچار التهاب می‌شود.

## کنسرت
نخستین کنسرت رسمی مجید خراطها در سالن میلاد نمایشگاه بین‌المللی تهران بود. وی تاکنون کنسرت‌های بسیاری را در شهرهای مختلف ایران برگزار کرده است.

## نقد و تحلیل
از مجید خراطها و چند خواننده دیگر به‌همراه ۲۴ آلبوم منتشر شده در سال‌های ۱۳۹۳ و ۱۳۹۴ در کتابی به‌نام «پاپ‌نامه» مورد بررسی و تحلیل قرار گرفته است.

## ترانه‌شناسی

### تک آهنگ‌ها
- خدا نگهدار
- دلیل رفتنت
- دوست دارم
- تموم حرفام
- ریمیکس
- زندونی
- اگه میخوای بری برو
- کنسل ۲
- هنوز خالیه جات (وحید خراطها)
- جوابم کردن
- کارتن خواب
- کی اومده به جای من (به همراهی وحید خراطها)
- زیاد بال و پرت دادم (وحید خراطها)
- شکستی بالمو
- ای خدا (وحید خراطها)
- قانون احساس
- ۲۴ ماه
- دلواپس
- طوفان
- عطر تلخ
- شاید
- کوچه (خراطها)
- دارم میرم
- امشب
- اعتراف (همراه با نسرین مقانلو)
- زندگیمی بابا (وحید و مجید خراطها)
- ۱۱/۱۱
- اس و پاس (بی نظیر)
- حلقه ۲
- عشق
- عشقم کجایی
- سلفی
- پنجره
- چجوری تونستی
- قلب منی
- آروم آروم
- آدم باش
- آوار
- راهو برگرد
- بی رحمی
- داغون
- مگه من مردم
- خداحافظ
- زیر حکم
- چشمام
- خرابش کردی
- عاشق منم
- هیچی نگو
- امشب چته
- شرمنده
- کدوم عشقو میگی؟
- قول دادی
- شیک
- مگه من مردم که بذارم
- آرایش ساده
- مسافر ۲
- درت به تنم
- حیف
- سرگیجه
- کارما